# Izrek vzorčenja
Izrèk vzórčenja (tudi Nyquist-Shannonov izrek) je eno osnovnih načel teorije informacij in diskretne obdelave signalov. Vzorčenje pomeni postopek prevedbe zveznega signala v diskretnega, torej v neko številsko zaporedje. Izrek pravi:
Če je najvišja frekvenca, prisotna v signalu {\displaystyle x(t)}, {\displaystyle B} hertzov, je ta signal mogoče popolnoma določiti, če se pozna njegove vrednosti v točkah, ki so med seboj oddaljene vsaj {\displaystyle {\frac {1}{2B}}} s.
Drugače povedano: da se dobi popolna slika signala z najvišjo frekvenco {\displaystyle B}, ga je treba vzorčiti s frekvenco {\displaystyle f_{vz}\geq 2B}.
Ker se v praksi signalu ne more popolnoma omejiti najvišje frekvence, se je treba zavedati, da se v resničnih sistemih signale vedno vzorči s frekvencami, višjimi od tistih, ki jih določi izrek.